# Monument Beriah Magoffin
Le Monument Beriah Magoffin, au cimetière Spring Hill de Harrodsburg, Kentucky, commémore Beriah Magoffin, gouverneur du Kentucky lorsque la guerre de Sécession éclate. Bien que sympathique à la sécession, il cherche à conserver la neutralité du Kentucky pour le conflit, jusqu'à ce que les forces pro- Union l'obligent à démissionner du poste de gouverneur.

## Histoire
Le monument Beriah Magoffin est créé vers 1900, plusieurs années après la mort de Magoffin en 1885. Son zinc et hommage à la «cause perdue» ( "Lost Cause" ) est typique des monuments de guerre construits vers 1900. Cependant, fait original, le buste de Magoffin est drapé dans une toge rappelant les conventions néoclassiques, comme dans le portrait sculptural de George Washington du sculpteur Jean-Antoine Houdon. Ce parallèle avec un héroïsme romain est prévu par le constructeur du monument.
Deux citations de Magoffin sont inscrites pour refléter sa position sur le rôle du Kentucky dans le conflit : 
"What attitude shall Kentucky occupy in the deplorable conflict looking to the constitution of the United States, the nature of our institutions and the causes of the war, I think Kentucky has a right to assume a neutral position" en français : « Quelle attitude le Kentucky doit-il adopter dans ce conflit déplorable en ce qui concerne la constitution des États-Unis, la nature de nos institutions et les causes de la guerre ? Je pense que le Kentucky a le droit d'adopter une position neutre. »
"While opposed to the policy of the government and the measures used to preserve the constitution, we would not exchange the government of our fathers for any experiment on earth." en français : « Bien qu'opposés à la politique du gouvernement et aux mesures utilisées pour préserver la constitution, nous n'échangerions pas le gouvernement de nos pères contre une quelconque autre expérience sur terre. »
Le cimetière de Spring Hill, où se trouve le monument, date de 1860.

## Registre national des lieux historiques
Le 17 juillet 1997, le monument Beriah Magoffin est l'un des soixante monuments différents liés à la guerre civile dans le Kentucky inscrits au Registre national des lieux historiques (National Register of Historic Places). C'est l'un des neuf monuments proposés qui est une pierre tombale. Le monument confédéré à Harrodsburg se trouve dans le même cimetière,.